# Garuda Indonesia
Garuda Indonesia är Indonesiens nationella flygbolag. Det har funnits sedan 1949, och hette först "Garuda Indonesian Airways". Flygbolaget flyger både inrikes inom Indonesien och internationellt till ett femtiotal destinationer. Man flyger med nästan hundra Airbus-, Boeing- och Bombardier-flygplan med ytterligare 39 flygplan beställda.

## Flotta
Bolaget har bland annat flugit med:
- Airbus A300
- Boeing 737
- Boeing 747
- Consolidated Catalina
- Convair 240
- Convair 340 Metropolitan
- Convair 440 Metropolitan
- Convair 990
- De Havilland Heron
- Douglas DC-3/C-47
- Douglas DC-8
- Douglas DC-9
- Douglas DC-10
- Fokker F-27
- Fokker F28
- Lockheed L-188 Electra
- McDonnell Douglas MD-11
- Wikimedia Commons har media som rör Garuda Indonesia.